# Katiuscia Merati
Katiuscia Merati (Barzana, 23 luglio 1974) è un'ex maratoneta e mezzofondista italiana.

## Campionati nazionali
1996
- 13ª ai campionati italiani promesse, 5000 m piani - 17'56"0

1997
- 10ª ai campionati italiani di maratona - 2h52'16"

1998
- 5ª ai campionati italiani di maratona - 2h46'32"

1999
- 5ª ai campionati italiani di maratona - 2h52'36"
- 12ª ai campionati italiani assoluti, 10000 m piani - 36'30"20

2000
- 11ª ai campionati italiani assoluti, 10000 m piani[2]

## Altre competizioni internazionali
1997
- Bronzo alla Maratona di Firenze ( Firenze) - 2h49'16"
- 10ª alla Maratona d'Italia ( Carpi) - 2h52'16"
- Oro alla Maratona di Bergamo ( Bergamo) - 2h56'27"

1998
- 9ª alla Maratona di Torino ( Torino) - 2h46'32"
- 6ª alla Maratona di Cesano Boscone ( Cesano Boscone) - 2h43'24"
- Bronzo alla Mezza maratona del Garda ( Gargnano) - 1h16'35"

1999
- 8ª alla Maratona di Venezia ( Venezia) - 2h52'36"
- Oro alla Maratona di Bergamo ( Bergamo) - 2h54'31"
- Bronzo alla Maratona di Reggio Emilia ( Reggio Emilia) - 2h40'34"
- Argento alla Mezza maratona della Valcamonica ( Esine) - 1h18'41"
- 6ª alla Corsa della Madonnina ( Modena), 11,8 km - 42'17"

2000
- 8ª alla Padova Marathon ( Padova) - 2h57'52"
- Argento alla Maratona di Reggio Emilia ( Reggio Emilia) - 2h41'58"
- 6ª alla Mezza maratona di Dolo ( Dolo) - 1h19'53"
- 9ª alla Corrida di San Lorenzo ( Zogno), 5 km

2001
- Oro alla Maratona di Bergamo ( Bergamo) - 2h51'09"
- Oro alla Maratona dei Luoghi Verdiani ( Busseto) - 2h37'50"
- Argento alla Maratona di Livorno ( Livorno) - 2h46'35"
- Oro alla Mezza maratona dei Turchi ( Ceriale) - 1h16'39"
- 5ª alla Mezza maratona del Garda ( Gargnano) - 1h18'47"
- Bronzo alla Corsa della Madonnina ( Modena), 12,25 km - 42'38"
- Oro al Trofeo Sempione ( Milano), 7 km
- 9° alla Corrida di San Lorenzo ( Zogno), 5 km

2002
- 4ª alla Mezza maratona di Trento ( Trento) - 1h19'32"
- Oro alla Mezza maratona di Bergamo ( Bergamo) - 1h22'19"

2003
- Argento alla Strabordera ( Cabella Ligure), maratona a staffetta - 2h59'06"[3] (in squadra con Katiuscia Nozza Bielli, Cristina Grazioli e Caterina Ghilardi)